# 埃里切圣母堂
埃里切圣母升天堂 (Chiesa Madre，又名Duomo dell’Assunta），是一座罗马天主教教堂，意大利西西里岛特拉帕尼省埃里切镇的主要教堂，位于小镇的西端，靠近特拉帕尼门（Porta Trapani）。

## 历史
该堂由阿拉贡的弗雷德里克二世国王创建于1312年，其材料来自最初建于那里供奉不洁之爱女神维纳斯的寺庙。此后经过多次修复和扩建，目前的建筑重建于1853年秋天坍塌之后，采用新哥特式风格。当时教区共有2万名教友。今天，该堂只是一个普通的本堂，大约有250名教友。每年有成千上万的信徒和游客前来参观。

## 建筑
该堂外观呈现出强烈的防御性风格， 
钟楼是一座独立的建筑，在前3世纪末布匿战争期间作为瞭望塔建造。弗雷德里克二世国王将其扩建成钟楼。